# Winglet

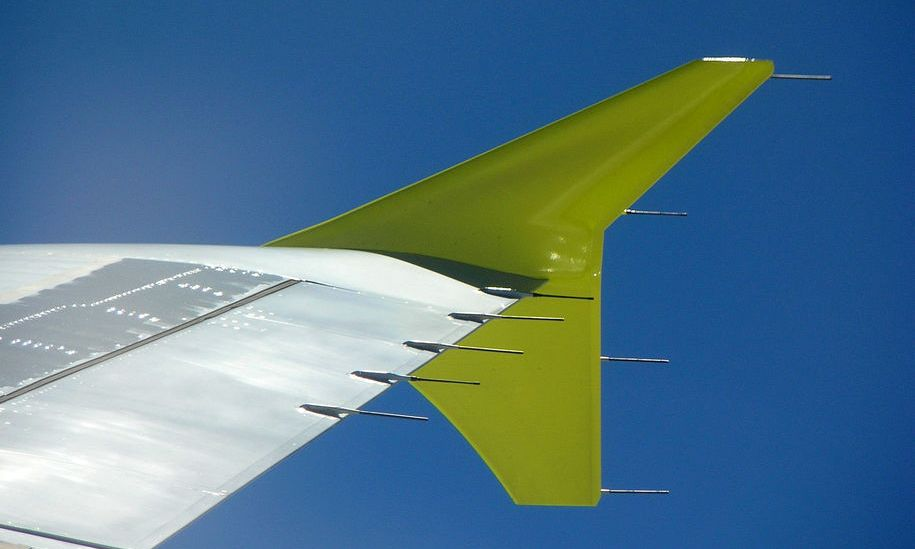
Wingtip fence d'un Airbus A319.

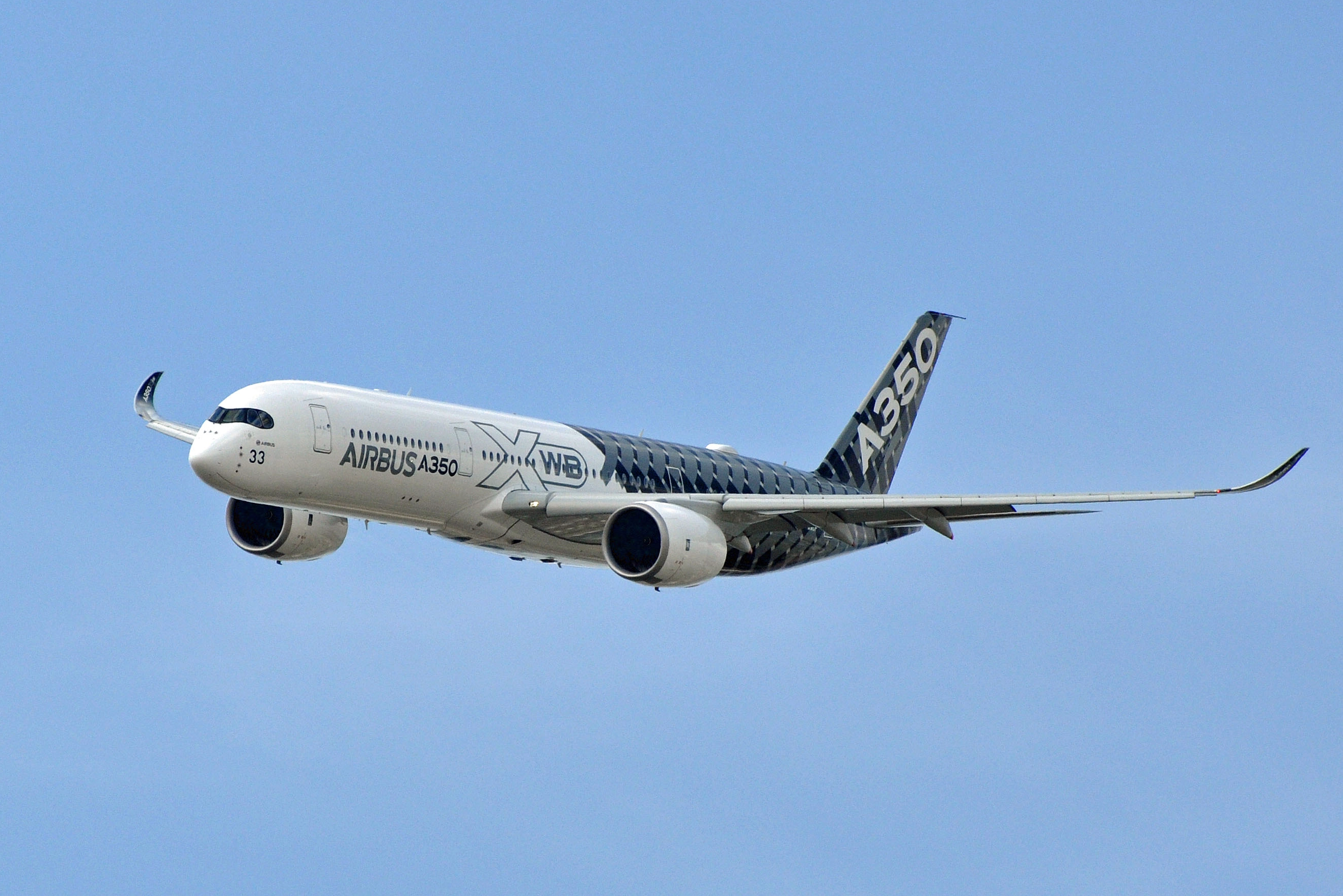
Winglets recourbés visibles aux extrémités des ailes d'un Airbus A350.

Un winglet (traduit en ailette de bout d'aile en français) fait référence à une ailette sensiblement verticale située au bout des ailes d'un avion. Le montage de winglets peut apporter un gain d'efficacité en réduisant la traînée induite par la portance sans augmenter l'envergure de l'aile. Ce mot anglais reste le plus largement utilisé, bien que des équivalents français « penne » ou « ailerette » aient été choisis, entre autres, par le Canada.
Le winglet a été mis au point dans le centre de recherche de la NASA à Langley (États-Unis) en 1974 par l'aérodynamicien américain Richard Whitcomb, connu par ailleurs pour ses travaux sur la loi des aires et sur les profils de voilure supercritique. Whitcomb a publié ses travaux sur les winglets en 1976.

## Principe

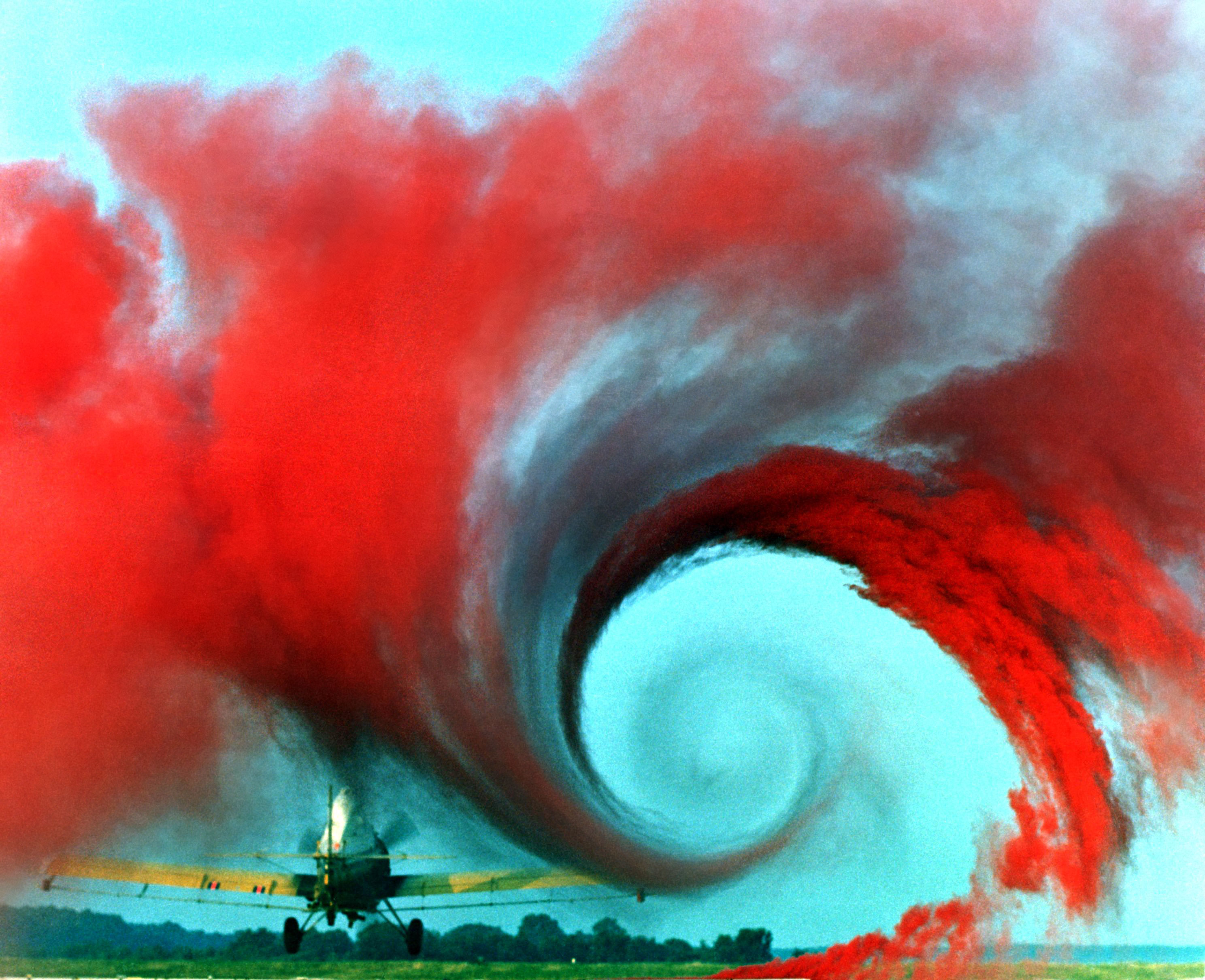
Tourbillon, créé par le passage d'un avion, révélé par de la fumée rouge.

Le winglet vise à récupérer une partie de l'énergie tourbillonnaire induite par la différence de pression entre le dessus et le dessous de l'aile. À l'extrémité de l'aile, le flux de l'intrados en surpression relative a tendance à passer sur l'extrados en dépression relative, générant un tourbillon marginal. Ce dernier augmente non seulement la traînée de l'avion mais cause de la turbulence derrière l'appareil qui persiste sur de longues distances. Il est particulièrement dangereux d'entrer dans ce tourbillon derrière un avion gros porteur, ce qui conduit à des temps et des distances de séparation minimales dans la gestion des mouvements d'avions.
Une façon de pallier cet effet est d'allonger l'aile. Cependant un allongement plus grand (à surface égale) provoque une augmentation des efforts de flexion de l'aile et une augmentation de son épaisseur, donc une masse accrue. Correctement positionné, le winglet peut récupérer une partie de l'énergie du tourbillon. Cela a pour effet d'augmenter l'allongement effectif de l'aile et de réduire la traînée induite par la portance, sans augmenter l'envergure.
Le winglet recevant un flux d'air oblique peut redresser ce flux et développer une portance latérale légèrement dirigée vers l'avant, ce qui peut annuler sa traînée propre. Le gain d'efficacité est de l'ordre de quelques pour-cent et varie avec l'incidence (l'efficacité sera nulle ou même négative à forte vitesse) ; le chiffre de 2 % pourrait être retenu comme valeur moyenne.

## Histoire et application

### Développement NASA
Le concept a été mis au point par Richard Whitcomb, un ingénieur du Centre de recherche Langley de la NASA, dans les années 1970. Il a été appliqué sur un ravitailleur en vol KC-135 de l'US Air Force testé au centre de recherche de Dryden en 1979, puis testé sur un Lockheed L-1011 et sur un McDonnell Douglas DC-10. Le Boeing 747-400 a été équipé de winglets en 1988, le MD-11 en 1991.
Sur le Boeing 747 Shuttle Carrier Aircraft qui transporte la navette américaine des dérives supplémentaires ont permis d'améliorer la stabilité directionnelle (fortement perturbée par le sillage de la navette sur la dérive axiale). Cependant ce sont bien des dérives, et non pas des winglets.

Utilisations de winglets
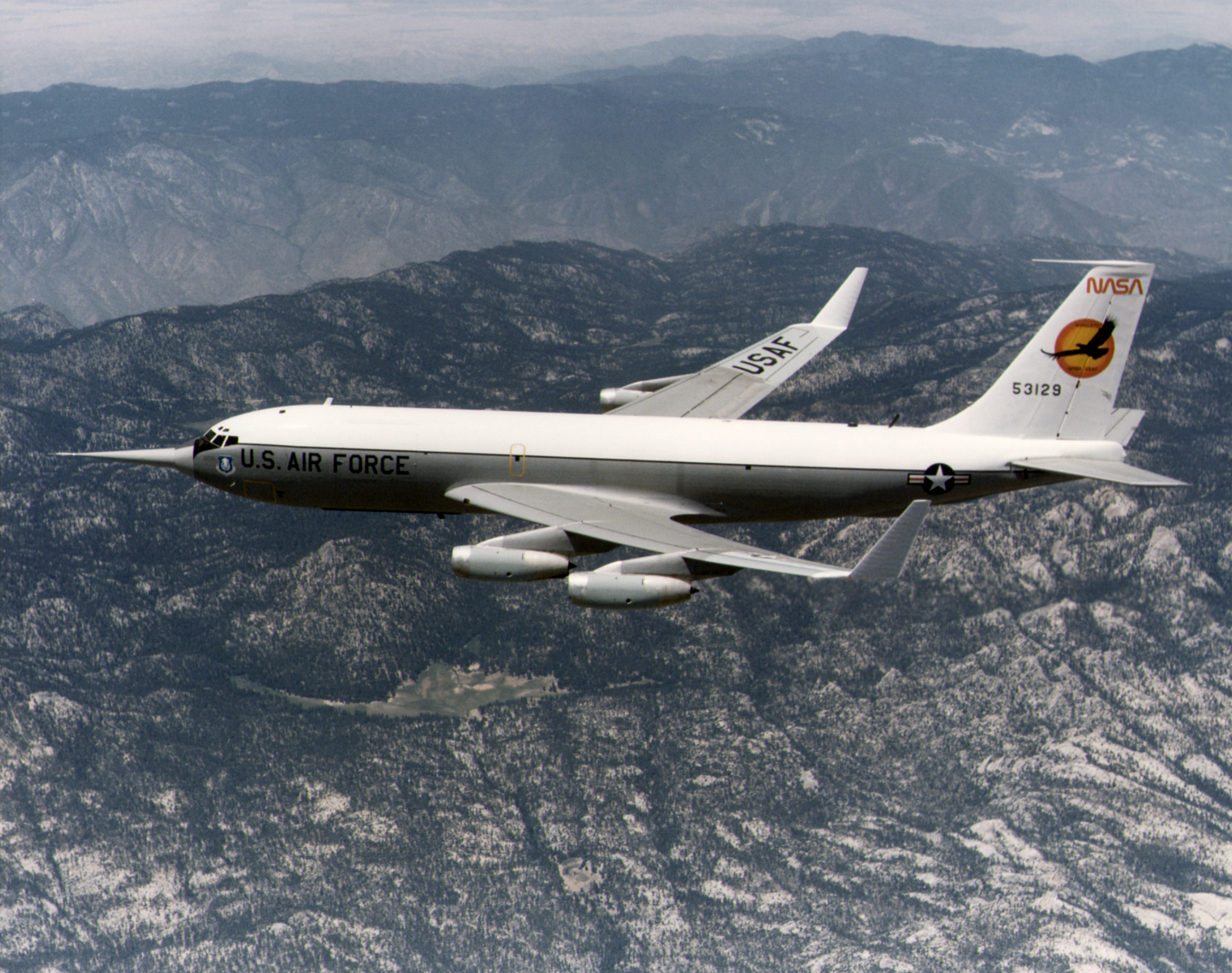
Appareil d'essai de la NASA.
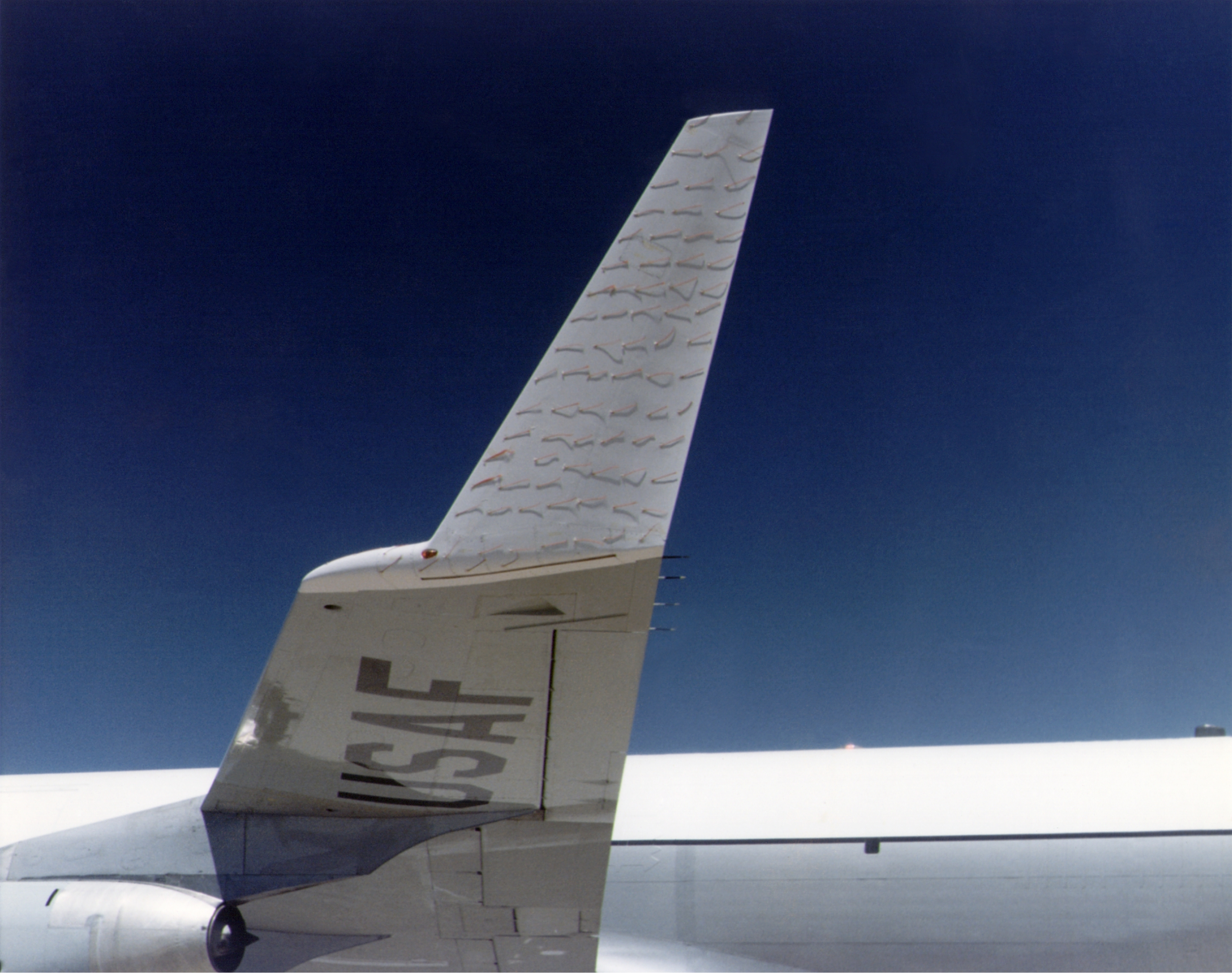
Winglet monté sur le KC-135 pour les essais de la NASA.
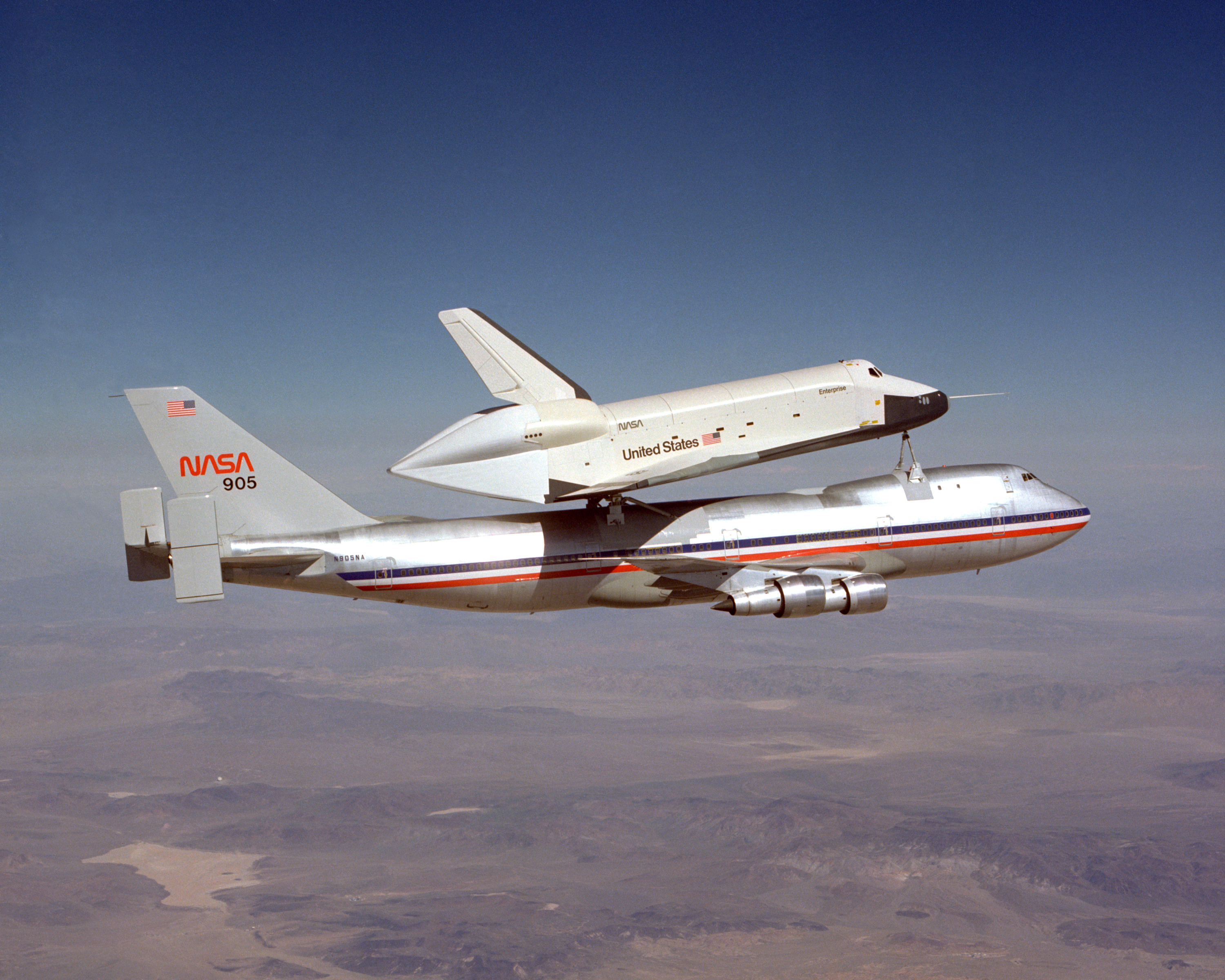
Shuttle Carrier avec dérives supplémentaires en bout d'empennage.

### Avions canards  de Burt Rutan

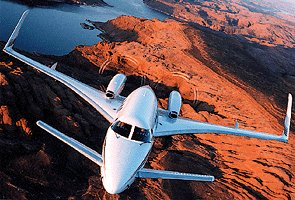
Le Beechcraft Starship 2000.

Ayant pris connaissance des travaux de la NASA, Burt Rutan a installé des winglets sur son prototype VariEze en 1975.
Comme le VariEze est de type canard, le montage de winglets sur l'aile arrière a permis de réduire la traînée induite de l'aile tout en assurant la stabilité et le contrôle directionnel.
Cette solution a été reprise sur d'autres avions canards de Burt Rutan : le Long-EZ, le bimoteur push-pull Defiant et sur le Beechcraft Starship qui a effectué son premier vol en 1986.
Des winglets ont été montés également sur le Rutan Voyager, le premier avion à avoir effectué le tour du monde sans ravitaillement et sans escale en 1987. Au cours du décollage, les ailes fortement chargées en carburant ont fléchi vers le sol et les winglets ont été arrachés. L'équipe au sol ayant calculé que la consommation resterait acceptable, le vol fut maintenu.

### Aviation d'affaires
Les winglets ont été utilisés sur de nombreux avions à réaction pour obtenir les bénéfices d'un allongement effectif supérieur : réduire la distance pour décoller et atterrir sur des aéroports secondaires, augmenter l'altitude de vol pour augmenter la vitesse sol.
En plus de l'installation de winglets sur les nouveaux appareils, il existe un marché du retrofit pour installer des winglets sur les vieux appareils. Le winglet est devenu populaire pour les avions d'affaires ; seul Dassault a (temporairement) résisté à cette mode. Cessna a annoncé dernièrement un partenariat avec la société Winglet Technology pour tester des winglets de forme elliptique, dans le but d'augmenter l'autonomie et la charge marchande.

#### Learjet
Learjet exposa le prototype modèle 28 en 1977 à la convention NBAA. Le modèle 28 est le premier avion à réaction du monde à utiliser des winglets. Learjet a développé les winglets sans l'aide de la NASA. Bien que le modèle 28 soit resté un prototype, les performances étaient tellement améliorées que Learjet les a conservé pour sa production (note : l'aile du Learjet est à faible allongement, ce qui augmente l'effet positif des winglets). Les essais en vol donnèrent avec ou sans winglet une différence de 6,5 % en autonomie et une amélioration de la stabilité. Learjet a utilisé les winglets sur les nouveaux modèles comme les Learjet 55, 31, 60, 45 et le 40.

#### Gulfstream Aerospace

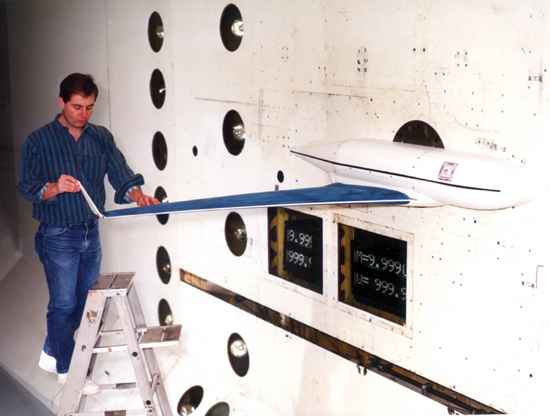
Essai en soufflerie du Gulfstream V.

Gulfstream a étudié les winglets à la fin des années 1970 et en a installé sur les modèles Gulfstream III, IV et V. Le Gulfstream V avait une autonomie de 10 500 km ce qui permet de relier sans escale New York à Tokyo. Le Gulfstream V a décroché plus de 70 records nationaux et mondiaux.

#### Dassault Aviation

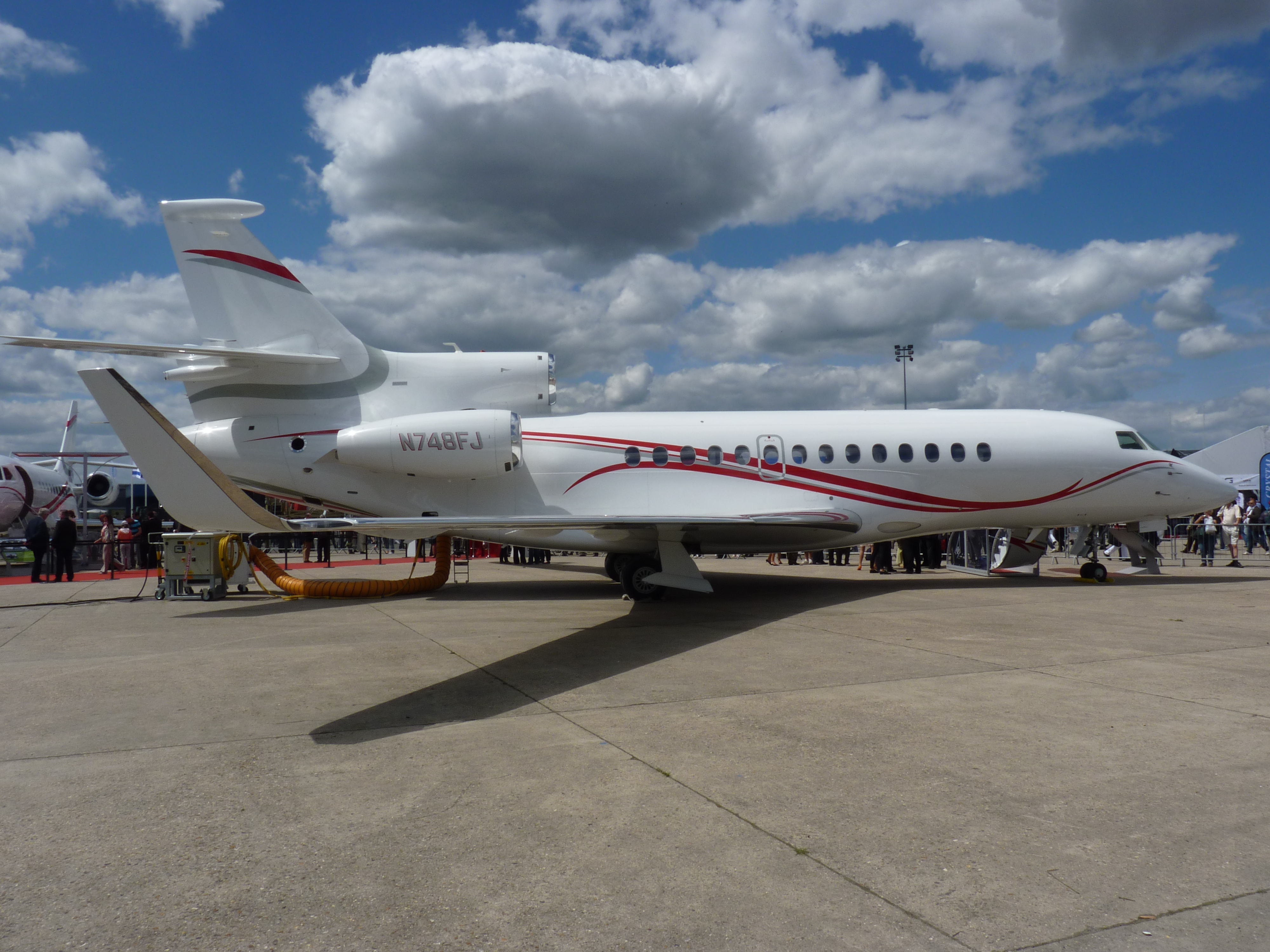
Falcon F7X équipé de ses winglets.

Le modèle F7X de Dassault est pourvu de winglets fabriqués en matériaux composites. Avec l'évolution des technologies, la société a appliqué la technologie des winglets à toute sa gamme.

### Aviation de ligne

#### Boeing
Boeing annonça en 1985, une nouvelle version du B-747, à savoir le 747-400 avec une autonomie et une capacité de chargement augmentées. L'aile de ce modèle présente une augmentation de l'envergure et le montage de winglets. L'autonomie a augmenté de 3,5 % par rapport au 747-400D qui a la même envergure.

Winglets sur un Boeing 747
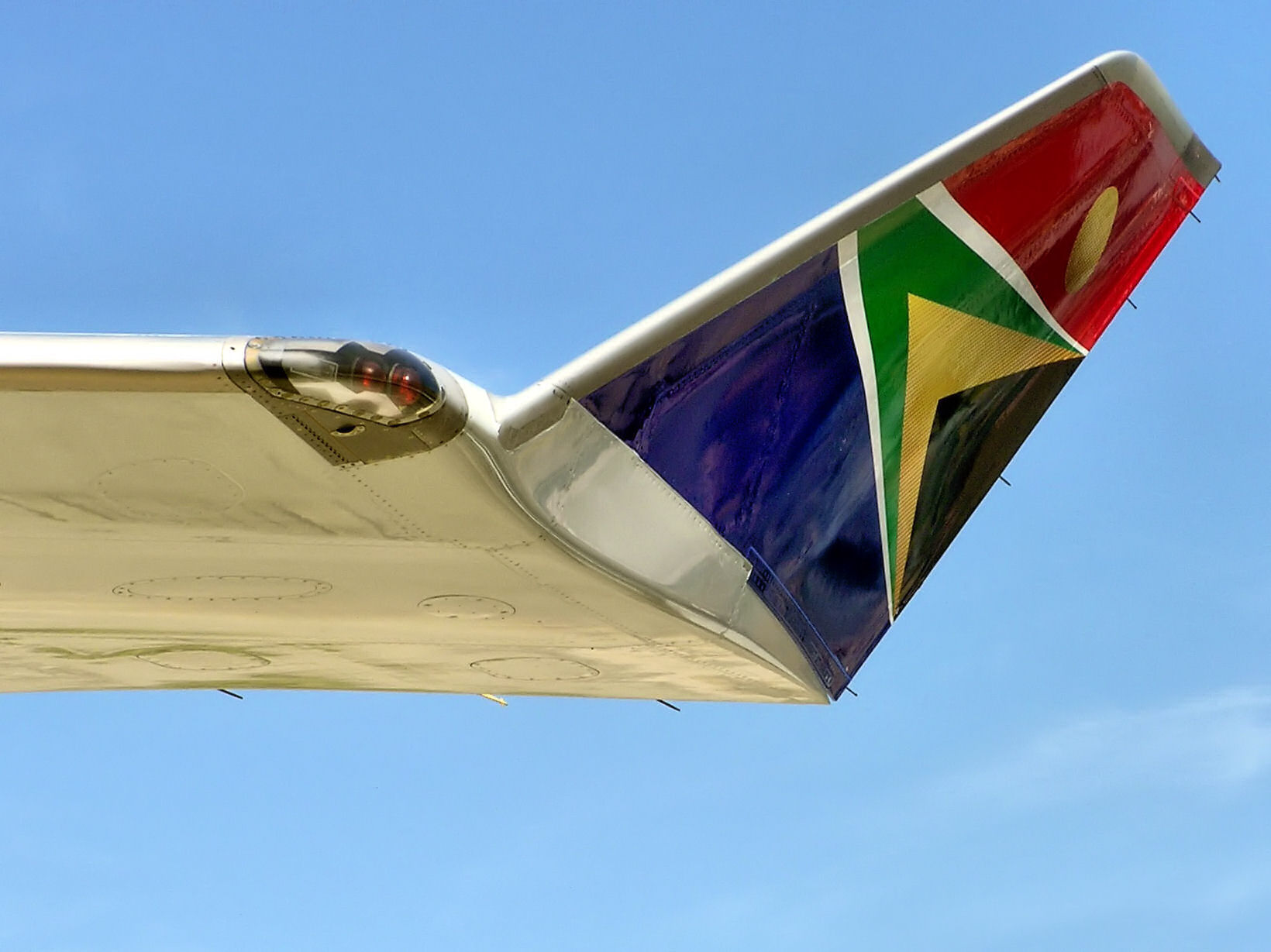
Winglet d'un Boeing 747-400.
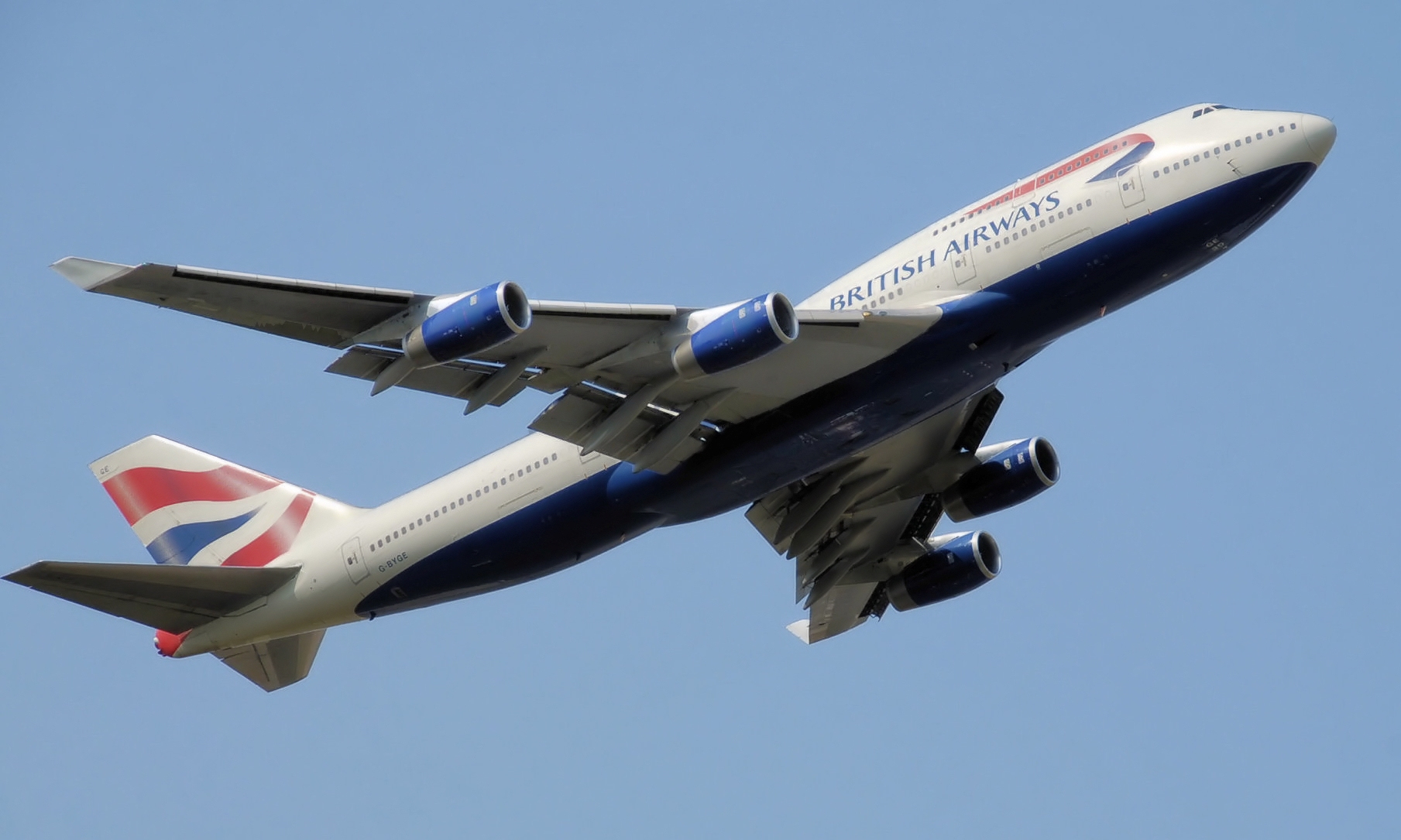
Un Boeing 747-400 équipé de winglets.

Sur les nouvelles version du B-737 long range, Boeing a installé des winglets. Le premier Boeing 737 équipé de winglets a volé en 2002.

Winglet sur un Boeing 737
Effet d’un winglet sur Boeing 737-800.
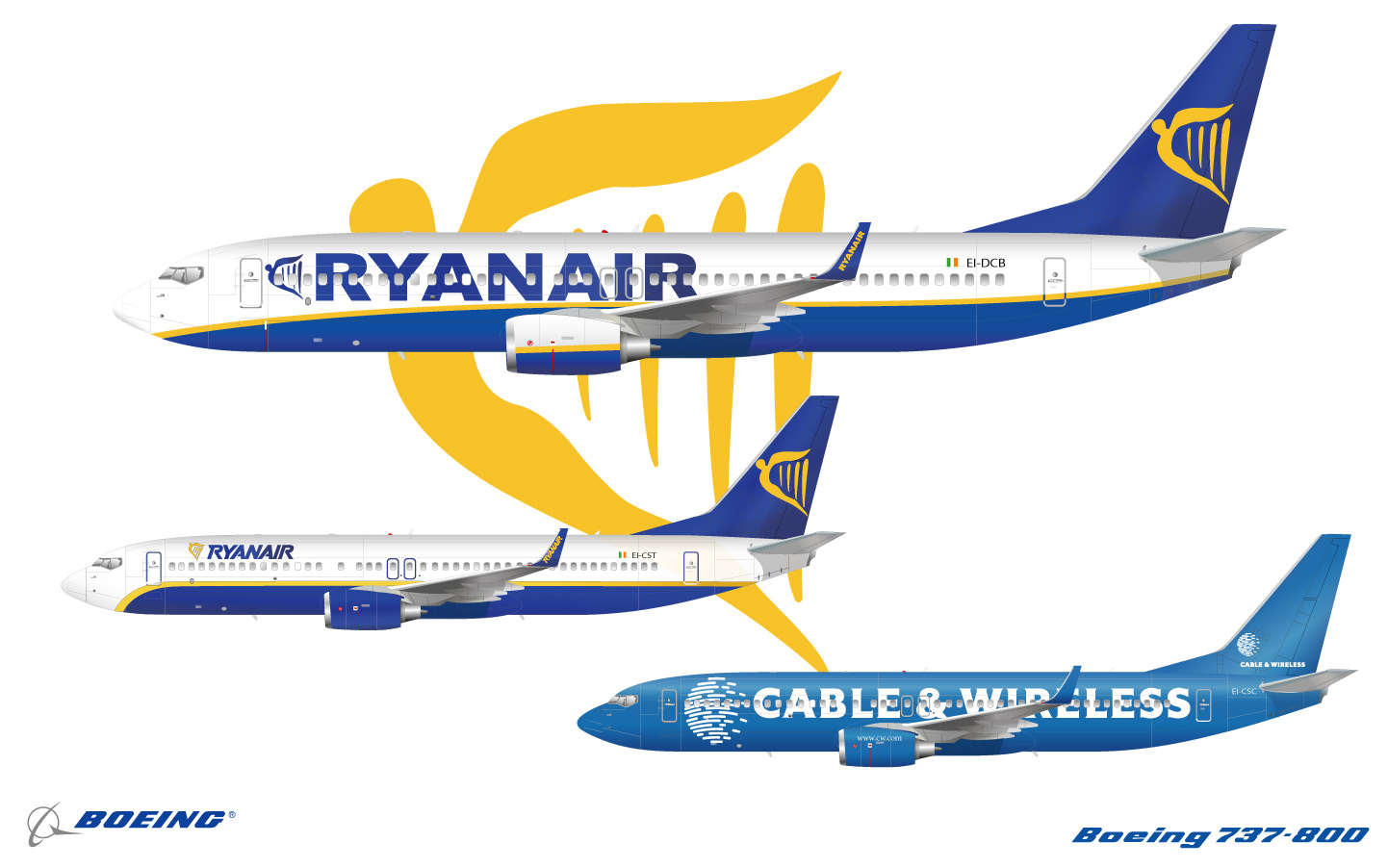
Winglet de Boeing 737.

Des winglets courbes équipent certains modèles de Boeing 767.

winglets sur un Boeing 767
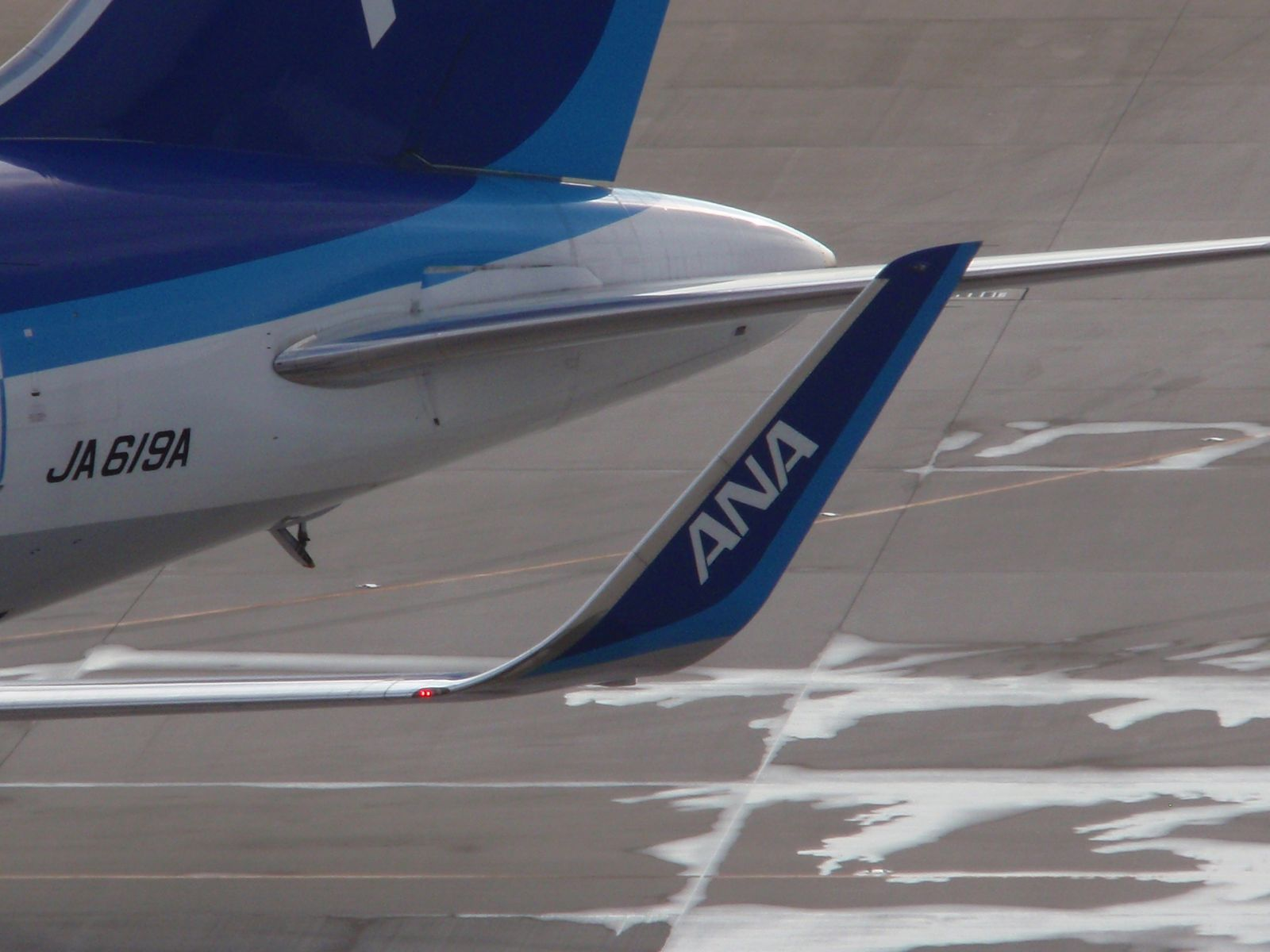
Winglet de B767-381ER de All Nippon Airways.
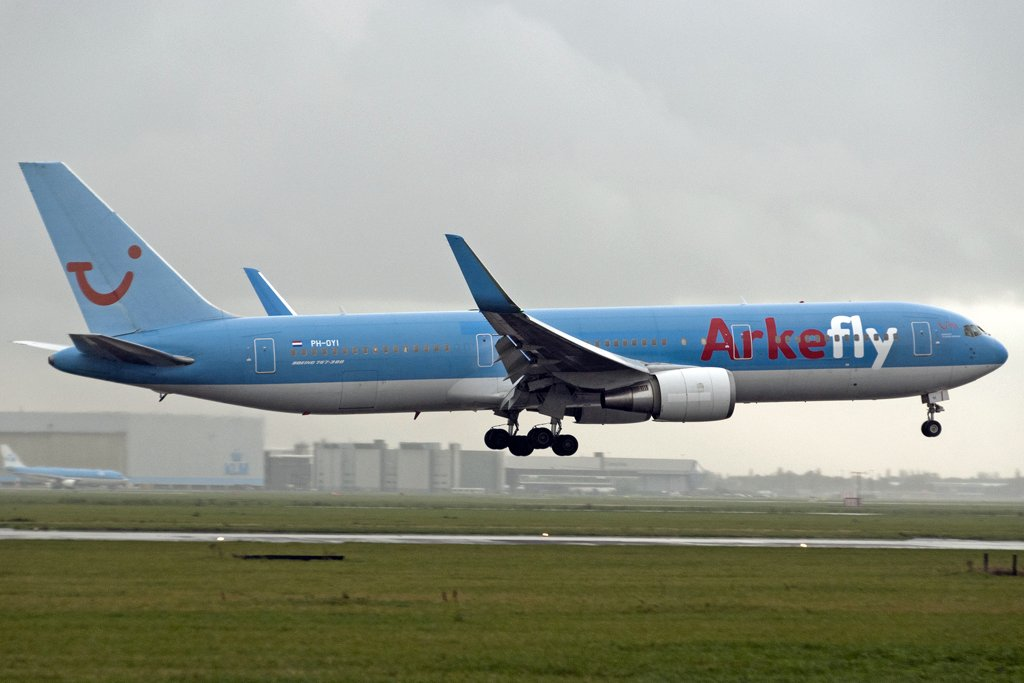
Boeing 767-304/ER.

#### Airbus
Contrairement à Boeing, Airbus a tardé avant d'implanter les ailettes marginales, évoquant la volonté d'attendre que la technologie soit au point.[réf. nécessaire] En 2006, l'avionneur annonce son intention de doter la gamme A320 et effectue deux essais la même année avec deux designs provenant de  Winglet Technology et des ateliers Airbus UK où sont fabriquées les ailes. Ils seront suivis en 2008 par l'essai d'une solution conçue par Aviation Partners Inc. (en) mais aucun des tests ne satisfait Airbus. Finalement en 2009, Airbus ressort le concept d'ailettes marginales sous la forme d'un projet interne qu'il nomme « sharklets » (ailerons de requin) et dont il détient un brevet européen. Ces ailettes mesurent 2,4 mètres de haut pour 200 kg et permettent une réduction de 3,5 % de la consommation. Elles sont de série sur les A320neo et en option ou en retrofit sur les A320ceo. Airbus dépose plainte le 1er décembre 2011 devant le tribunal d'Austin au Texas pour faire reconnaître l'originalité de ses sharklets et annuler le brevet de 1994 détenu par Aviation Partners Inc. En réaction, Aviation Partners Inc. dément qu'il puisse s'agir d'une conception propre à Airbus et lui réclame des royalties,.

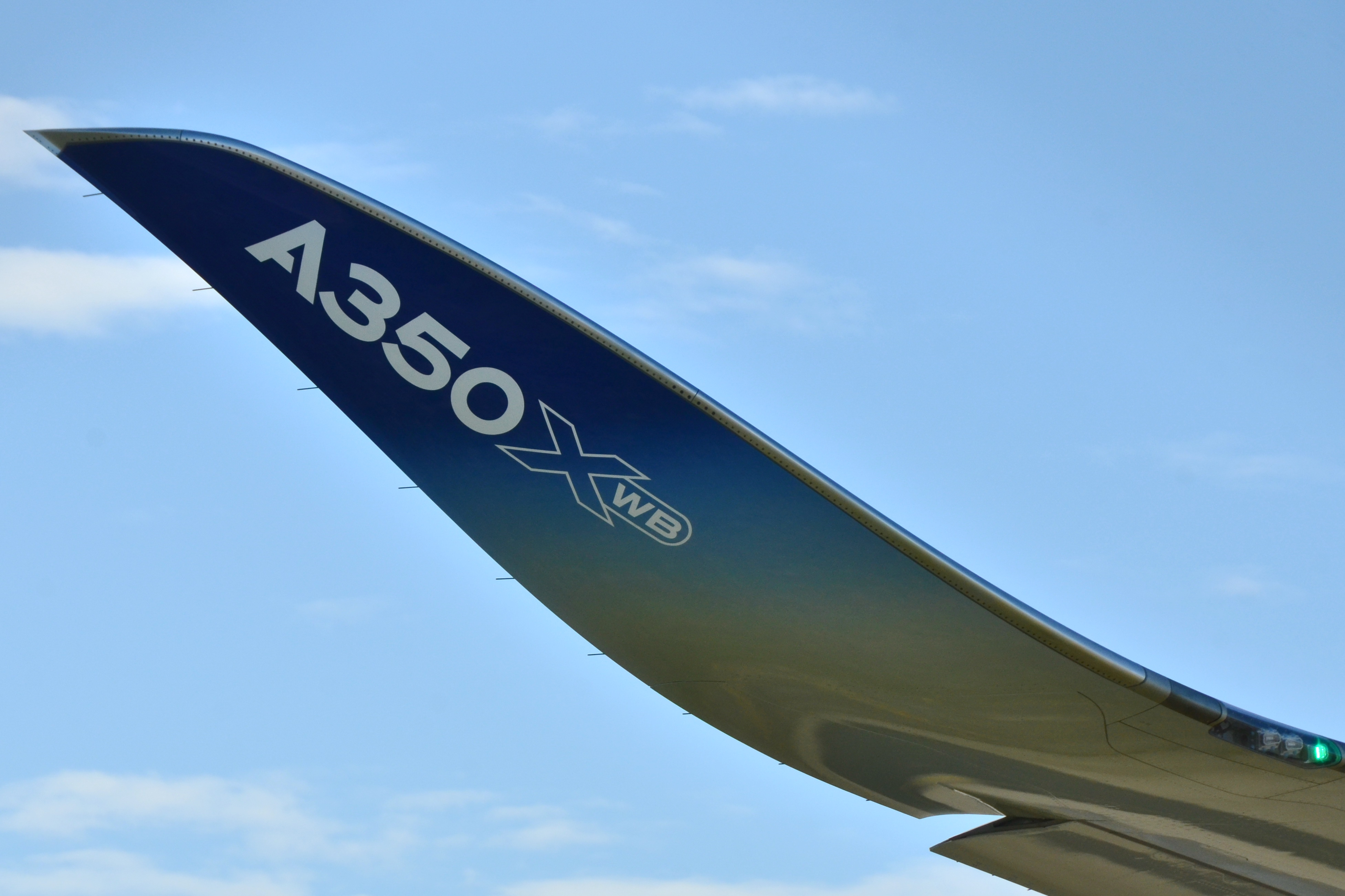
Winglet courbées de l'A350 XWB.

La famille A318/A319/A320/A321 et l'A380 utilisent des « Wingtip fence » tandis que la famille A330/A340 utilise des « Winglet ».

### Planeurs

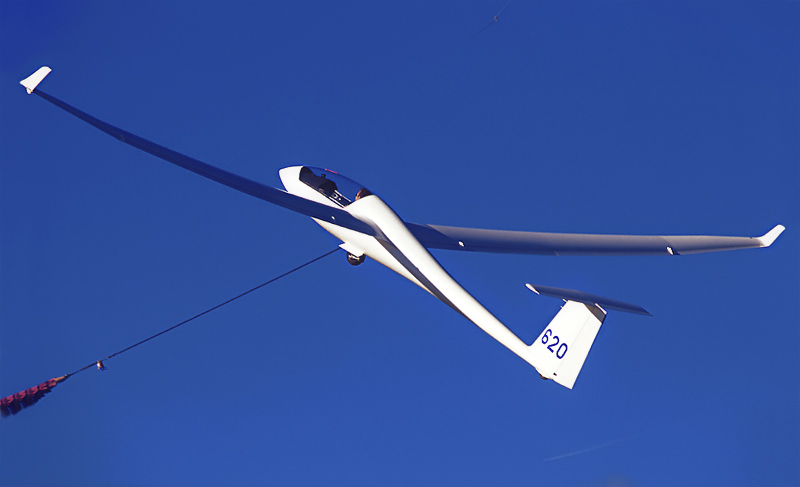
Planeur équipé de winglets.

Dès 1985, le planeur français Pégase de la Centrair (en) a été équipé en option de winglets étudiées par l'ONERA et appelées « pennes », sans grand succès commercial. Il a fallu attendre une dizaine d'années pour que les winglets réapparaissent et deviennent à la mode ; depuis la fin des années 1990, tous les planeurs de compétition en sont équipés.
En 1987, Peter Masak, ingénieur en mécanique, confia à Mark D. Maughmer (professeur d'aéronautique en école d'ingénieur) la conception de winglets pour améliorer les performances de son planeur de quinze mètres d'envergure. D'autres ont essayé d'appliquer les winglets de Whitcomb, mais les performances n'étaient pas toujours satisfaisantes car, si cela augmentait les performances de montée (à fort coefficient de portance), la traînée parasite à haute vitesse était jugée trop pénalisante. Masak était convaincu qu'il était possible de surmonter cette difficulté. Après des essais, ils ont développé avec succès une winglet à profil PSU–90–125 pour planeurs de compétition.
En 1991, au championnat du monde de vol à voile dans la ville de Uvalde, au Texas, le trophée de la vitesse la plus élevée a été donné à un planeur de quinze mètres équipé de winglets.
En 1993, Masak a gagné la coupe nationale américaine en quinze mètres d'envergure avec son planeur Scimitar équipé de winglets.
Beaucoup de pilotes qui ne font pas de compétition ont fait installer des winglets pour obtenir un gain de performance et de maniabilité.

## Exemples dans la nature

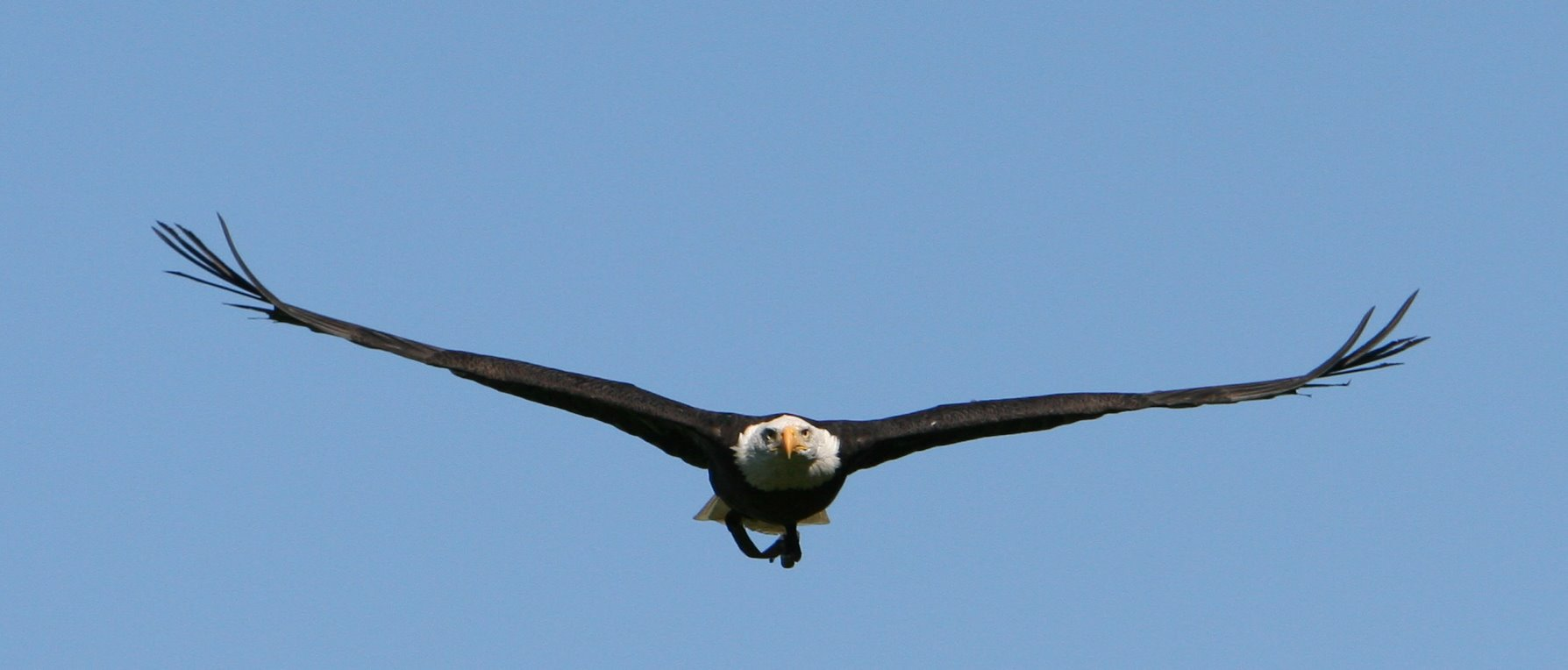
Pygargue à tête blanche en vol.

Certains oiseaux (cigognes, rapaces...) peuvent courber leurs rémiges en bout d'aile afin d'augmenter leur portance et de diminuer les turbulences lors de leurs vols. Ce sont d'ailleurs ces derniers qui ont inspiré les travaux sur les winglets.

## Terminologie
« Winglet » est le terme anglais généralement utilisé pour désigner une ailette marginale, qui n'est pas forcément verticale. Le terme français donné par l'arrêté du 20 février 1995 relatif à la terminologie des sciences et techniques spatiales est « ailerette ». Ce terme d'« ailerette » étant arrivé vingt ans plus tard que « winglet », il n'est pratiquement jamais utilisé.
Sur le Boeing 787 ainsi que le Boeing 747-8, l'extrémité de voilure s'arrondit pour former une extension dirigée vers le haut sans point de cassure net. La revue aéronautique Air et Cosmos utilise la forme « extrémité biseautée de voilure ».